# Prischib (Baschkortostan)
Prischib (russisch Пришиб, baschkirisch Пришиб) ist ein Dorf (Selo) im Blagowarski rajon.
Der Ort ist Zentrum einer kleinen deutschen Sprachinsel.

## Benennung
Der Ort hieß vorher Neu-Prischib (Ной-Пришиб). Der Ortsname Prischib bezieht sich auf einen gleichnamigen Ort in der Ukraine.

## Geschichte
Prischib und die umliegenden Dörfer wurden 1903 gegründet, als sich hier deutsche Kolonisten niederließen, die aus der Ukraine und den westlichen Provinzen Russlands nach Baschkirien kamen. Die Neusiedler waren vor Landmangel und der Unterdrückung durch lokale Landbesitzer geflohen und ließen sich auf den vom ehemaligen Gutsbesitzer Nikolai Basilew gekauften Ländereien nieder. Manche der Siedler reisten monatelang zu Pferd auf Landstraßen nach Baschkirien.
Nach Angaben von 1969 waren die Mehrzahl der Dorfeinwohner Deutsche. Der örtliche deutsche Dialekt ist Gegenstand linguistischer Forschung. Im Jahr 1964 wurde der deutsche Leiter einer örtlichen Kolchose aufgrund der herausragenden Leistungen der Kolchose in der ganzen Sowjetunion bekannt.
Das örtliche Folkloreensemble „Volksklang“ nimmt an vielen regionalen Veranstaltungen teil und besuchte 2008 im Rahmen eines Kulturaustausches Deutschland.

## Sehenswürdigkeiten
- römisch-katholische Pfarrei Mariä Himmelfahrt
- Im örtlichen deutschen Kulturzentrum werden deutsche Bräuche aufrechterhalten, wie Ostbräuche, Martinstag, Erntedankfest, Gedenktag für die Opfer politischer Repressionen, Weihnachten und Fastnacht, Muttertag und andere.[4]